# Letux
Letux es un pequeño municipio situado en la Comarca Campo de Belchite, en la parte sur de la provincia de Zaragoza, comunidad autónoma de Aragón. Esta localidad se encuentra a 520 metros de altitud y es atravesada por el río Aguasvivas.

## Demografía
Letux cuenta con una población de 356 habitantes (INE 2024).
| Gráfica de evolución demográfica de Letux entre 1842 y 2021                                                         |
| |
| Población de derecho según los censos de población del INE Población de hecho según los censos de población del INE |

## Administración y política
| Período   | Alcalde                | Partido |  |
| --------- | ---------------------- | ------- |  |
| 1979-1983 | Gregorio Artal Molinos | PAR     |  |
| 1983-1987 | Gregorio Artal Molinos |         |  |
| 1987-1991 | Gregorio Artal Molinos |         |  |
| 1991-1995 |                        |         |  |
| 1995-1999 |                        |         |  |
| 1999-2003 | Gregorio Artal Molinos |         |  |
| 2003-2007 |                        |         |  |
| 2007-2011 | Luis Miguel Abós Aznar | PAR     |  |
| 2011-2015 | Miguel Sanz Ansón      | PSOE    |  |
| 2015-2019 | Miguel Sanz Ansón      | PSOE    |  |

| Partido político    | Partido político                                   | 2003   | 2007   | 2011   | 2015   |
| Partido político    | Partido político                                   | Ediles | Ediles | Ediles | Ediles |
|                     | Partido de los Socialistas de Aragón (PSOE-Aragón) | 2      | 3      | 3      | 4      |
|                     | Partido Aragonés (PAR)                             | 3      | 3      | 3      | 3      |
|                     | Partido Popular de Aragón (PP)                     | 2      | 0      | 0      | 0      |
|                     | Independientes                                     | —      | 1      | 1      | —      |
|                     | Chunta Aragonesista (CHA)                          | 0      | 0      | —      | —      |
| Total de concejales | Total de concejales                                | 7      | 7      | 7      | 7      |

## Cultura

### Patrimonio
- Ermita de la Virgen de los Dolores

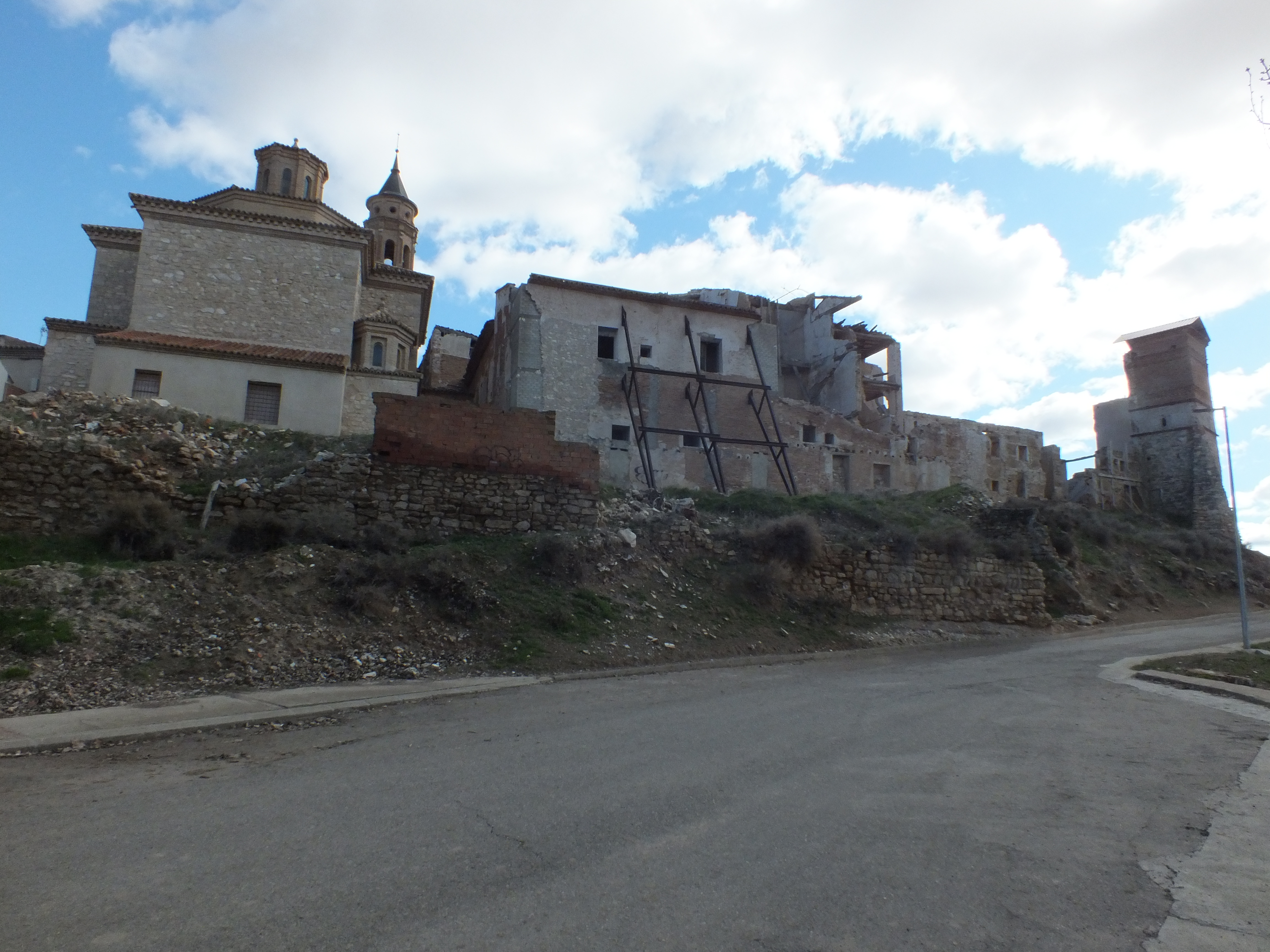
Conjunto histórico

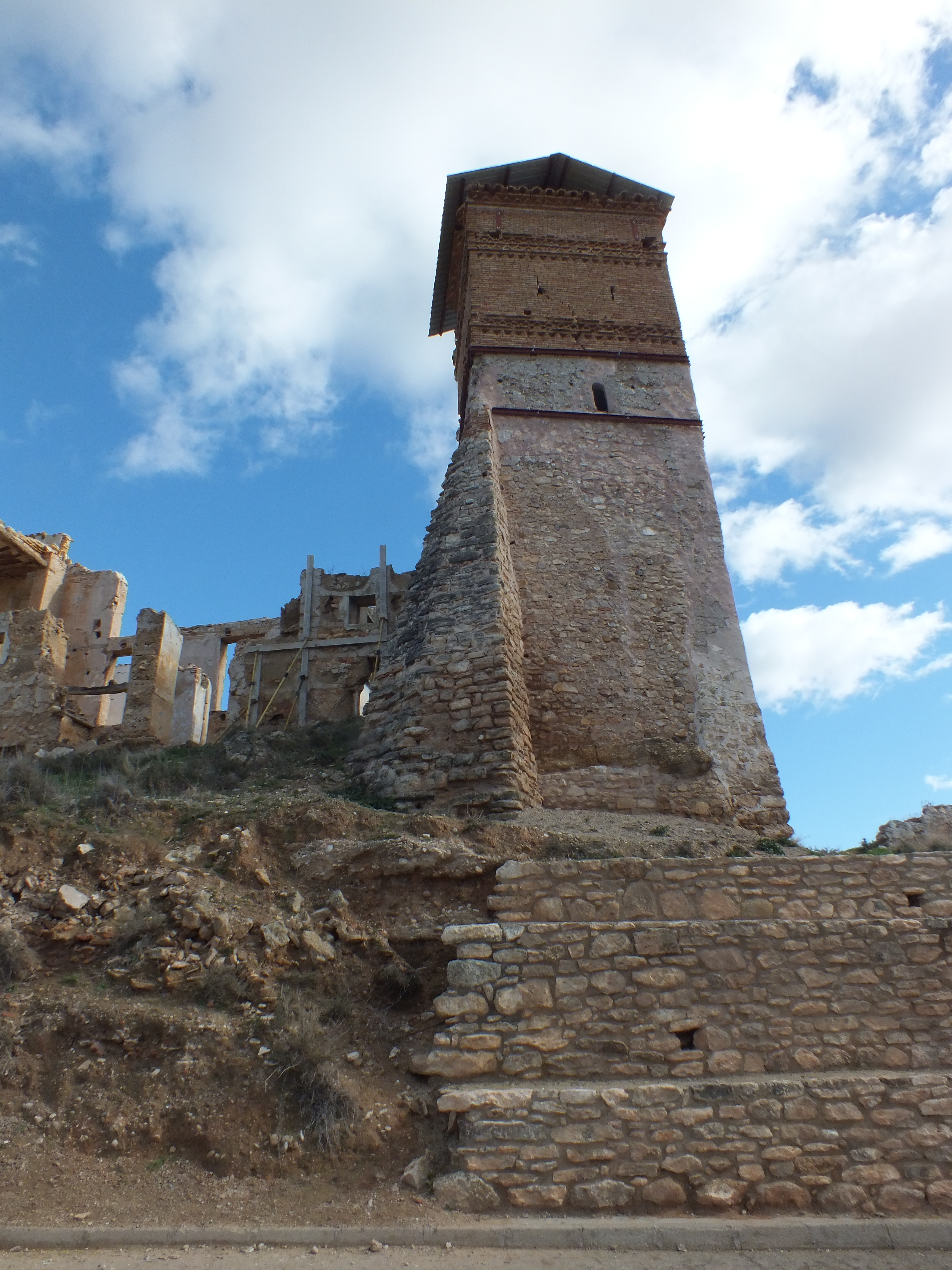
Castillo

- Castillo Palacio de los Marqueses de Lazán

### Fiestas
- 2 de mayo: San Atanasio.
- 31 de agosto: San Ramón Nonato.

En ambas fiestas y en otros días señalados del año se cantan las coplillas y el rosario de la aurora antes de amanecer. Se encarga de ello la cofradía de la Virgen del Rosario, una de las más antiguas de Aragón y que prosigue con su actividad.

## Personas destacadas
- Rosendo Tello, poeta y premio de las Letras Aragonesas.